# Giuliano Tadeo Aranda
Giuliano Tadeo Aranda (født 21. februar 1974) er en tidligere brasiliansk fodboldspiller.